# Nous avons les mains rouges
Nous avons les mains rouges est le quatrième roman de Jean Meckert publié en 1947 dans la collection Blanche des Éditions Gallimard.

## Éditions
- 1947 : collection Blanche, Éditions Gallimard[1]
- 1993 : collection Envers no 2, Encrage[2], préface de Hervé Delouche, postface de Didier Daeninckx

## Adaptation
Marcel Cuvelier met en scène en 1950 une adaptation du roman au Théâtre Verlaine.

## Autour du livre
Jean-Pierre Deloux dans son étude sur l’œuvre de Jean Meckert Blanche à filets rouges qualifie cet ouvrage comme « le plus fort parmi tous ceux qu’il sort dans la collection Blanche ».

## Sources
- Polar revue trimestrielle no 16, octobre 1995